# هيو وولف
هيو وولف (بالإنجليزية: Hugh Wolff)‏ هو موزع أمريكي، ولد في 21 أكتوبر 1953 في باريس في فرنسا.

## وصلات خارجية
- الموقع الرسمي
- هيو وولف على موقع ميوزك برينز (الإنجليزية)
- هيو وولف على موقع أول ميوزيك (الإنجليزية)
- هيو وولف على موقع ديسكوغز (الإنجليزية)